# Циганська гора
«Циганська гора» — історична місцевість міста Тернополя на Новому світі.
Назва походить від того, що на пагорбі у давніші часи постійно таборували цигани. Поряд біля ставу також є пляж, що має назву «Циганка».